# Darren C. Victoria
Darren C. Victoria es un actor estadounidense conocido por sus papeles en Desesperación y Zoey 101.

## Filmografía

### Series de televisión
| Series de televisión | Series de televisión | Series de televisión | Series de televisión |
| Año                  | Serie                | Papel                | Doblado por          |
| -------------------- | -------------------- | -------------------- | -------------------- |
| 2004 - 2006          | Zoey 101             | Jack                 | Fernando Cabrera     |

### Películas
| Cine | Cine          | Cine       | Cine |
| Año  | Película      | Papel      |      |
| ---- | ------------- | ---------- | ---- |
| 2006 | Desesperación | Brian Ross |      |